# Jerzy Łojek

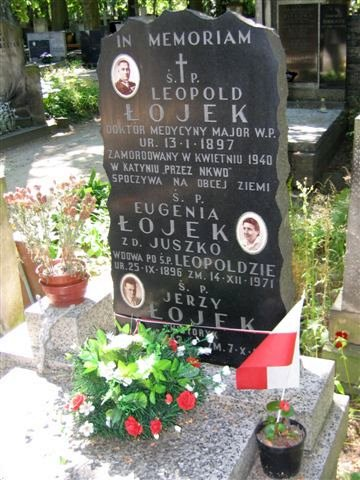
Grób na cmentarzu Powązkowskim w Warszawie

Jerzy Adam Łojek ps. „Leopold Jerzewski”, "Antoni Jałowiecki", "Łukasz Jodko", (ur. 3 września 1932 w Warszawie, zm. 7 października 1986 tamże) – polski historyk, działacz opozycji w PRL.

## Życiorys
Wnuk Adama i Franciszki Łojków, syn lekarza mjra dra Leopolda Łojka (1897–1940, zamordowany w Katyniu) i Eugenii z domu Juszko (1896–1971), miał brata Tadeusza (1935–2009), który został lekarzem. Wychowywał się w Warszawie. Od 1946 chorował na cukrzycę insulinozależną, w tym czasie rozpoczął naukę w gimnazjum imienia Wojciecha Górskiego przy ulicy Smolnej 30, w którym zdał maturę w 1951.
Studia historyczne ukończył na Uniwersytecie Warszawskim pod kierunkiem prof. Emila Kipy w 1956, doktoryzował się w 1961, a w 1967 uzyskał habilitację na podstawie dorobku naukowego oraz rozprawy Studia nad prasą i opinią publiczną w Królestwie Polskim 1815–1830. Od 1969 związany był z Instytutem Badań Literackich PAN.
W 1980 wydał publikację Dzieje sprawy Katynia o zbrodni katyńskiej, opublikowaną w drugim obiegu przez Wydawnictwo „Głos” Antoniego Macierewicza (pracując nad książką odwiedził m.in. Instytut Polski i Muzeum im. gen. Sikorskiego w Londynie celem sprawdzenia dokumentów). Praca miała 11 znanych podziemnych wydań, będąc jedną z popularniejszych druków podziemnych dot. problematyki katyńskiej Wydanie oficjalne w 1989 miało 16 ingerencji cenzorskich.
Wraz z ks. Stefanem Niedzielakiem, Stefanem Melakiem i Andrzejem Szomańskim stworzyli Obywatelski Komitet Budowy Pomnika Ofiar Zbrodni Katyńskiej, na cmentarzu Powązkowskim w Warszawie. 31 lipca 1981 postawili upamiętniający Krzyż Katyński, a 6 grudnia 1981 akt erekcyjny pod planowany pomnik (oba obiekty zostały natychmiast usunięte przez władze komunistyczne).
We wrześniu 1981 podpisał deklarację założycielską Klubów Służby Niepodległości. Za udział w opozycji oraz badanie sprawy zbrodni katyńskiej wielokrotnie szykanowany przez władze komunistyczne, które m.in. sprzeciwiły się nadaniu mu tytułu profesorskiego. W nocy 12/13 grudnia 1981 w chwili wprowadzenia stanu wojennego krótkotrwale aresztowany przez władze komunistyczne. W 1982 zmuszony został do przejścia na wcześniejszą emeryturę. Przedmiotem jego badań była historia polityczna Polski i Europy XVII–XX w., głównie w zakresie stosunków między Europą a Rosją. Znaczna część badań i publikacji poświęcona jest epoce rozbiorów, głównie okresowi Sejmu Czteroletniego i interwencji dworu petersburskiego w Polsce w 1792 r. oraz powstaniu listopadowemu. W kręgu jego zainteresowań znalazła się historia obyczajów, świadomości społecznej, a także prasy i opinii publicznej. Publikował także poza cenzurą, w wydawnictwach drugiego obiegu. Był jednym z redaktorów naukowych Historii prasy polskiej (t. I–IV, 1976–1980). W 1974 został laureatem nagrody „The Alfred Jurzykowski Fundation Award” za całokształt twórczości.
W latach 1976–1977 oraz 1979-1986 był rozpracowywany przez Służbę Bezpieczeństwa w ramach sprawy obiektowego rozpracowania krypt. Petent.
Zmarł 7 października 1986 w Warszawie. Został pochowany w grobowcu rodzinnym na cmentarzu Powązkowskim w Warszawie (kwatera 251-1-29).

## Życie prywatne
Od 1961 żonaty z Bożeną Mamontowicz-Łojek (1937–2010), która po jego śmierci ustanowiła w 1989 Nagrodę im. Jerzego Łojka (następnie finansowaną i wyłącznie zarządzaną przez Fundację im. Jerzego Łojka przy Instytucie Józefa Piłsudskiego w Nowym Jorku), przyznawaną „dla autorów prac o tematyce niepodległościowej i historycznej z zakresu wypełniania białych plam w historii”. Spełniając testament męża zaangażowała się na rzecz upamiętnienia zbrodni katyńskiej, współtworząc stowarzyszenie Rodziny Katyńskie. Zginęła 10 kwietnia 2010 w katastrofie smoleńskiej.
Jerzy Łojek był stryjem Piotra Łojka.

## Dzieła
Opublikował ponad 350 artykułów i 34 książki. Do jego ważniejszych prac należy zaliczyć:
- 1960 Dziennikarze i prasa w Warszawie w XVII wieku (Książka i Wiedza, Warszawa)
- 1964 Rok nadziei i rok klęski 1791-1792 (Czytelnik, Warszawa)
- 1966 Szanse Powstania Listopadowego (PAX, Warszawa)
- 1970 Dzieje pięknej Bitynki. Historia życia Zofii Potockiej 1760-1822 (PAX, Warszawa)
- 1972 Wiek markiza de Sade (Wydawnictwo Lubelskie, Lublin)
- 1979 Wokół sporów i polemik. Szkice historyczne (Wydawnictwo Lubelskie, Lublin (1979 seria I),(1984 seria II), wyd. łączne uzupełnione 1991)
- 1981 Konstytucja 3 maja – krytyczne wydanie tekstu poprzedzone obszernym wstępem historycznym (Wydawnictwo Lubelskie, Lublin)
- 1981 Opinia publiczna a geneza Powstania Listopadowego (Czytelnik, Warszawa)
- 1981 Potomkowie Szczęsnego. Dzieje fortuny Potockich z Tulczyna 1799-1921 (Wydawnictwo Lubelskie, Lublin)
- 1986 Geneza i obalenie Konstytucji 3 Maja (Wydawnictwo Lubelskie, Lublin)
- 1988 Ku naprawie Rzeczypospolitej. Konstytucja 3 Maja (Interpress, Warszawa 1988)
- 1988 Dzieje zdrajcy. Stanisław Szczęsny Potocki (Wydawnictwo Śląsk, Katowice)
- 1989 Prasa w dawnej Rzeczypospolitej i Prasa w Polsce porozbiorowej (w pracy zbiorowej Dzieje prasy polskiej Interpress, Warszawa)

W „drugim obiegu” opublikował m.in. (pod pseudonimami: Antoni Jałowiecki, Leopold Jerzewski, Łukasz Jodko):
- 1979 Agresja 17 września 1939. Studium aspektów politycznych (Wydawnictwo „Głos”, in. liczne wydania; PAX, Warszawa 1990)
- 1980 Dzieje sprawy Katynia (Wydawnictwo „Głos”, 1980)
- 1986 Kalendarz historyczny (Wydawnictwo „Głos”)
- 1981 Orientacja rosyjska w polskiej walce niepodległościowej (Biblioteka Literacka i Historyczna, Warszawa)

## Odznaczenia
Zarządzeniem prezydenta RP na uchodźstwie Ryszarda Kaczorowskiego z 11 listopada 1990 został odznaczony Krzyżem Kawalerskim Orderu Odrodzenia Polski. Postanowieniem Prezydenta RP Lecha Kaczyńskiego z 11 listopada 2006 Jerzy Łojek pośmiertnie został odznaczony Krzyżem Komandorskim Orderu Odrodzenia Polski za wybitne zasługi dla niepodległości Rzeczypospolitej Polskiej, za działalność na rzecz przemian demokratycznych w kraju, za upowszechnianie wiedzy o dziejach Narodu Polskiego.